# Богданова, Оксана Юрьевна
Оксана Юрьевна Богданова (1930—2007) — методист-словесник, педагог, доктор педагогических наук (1980), профессор, в 1983—2004 годах — заведующая кафедрой методики преподавания литературы, а в 1988—1994 годах — декан филологического факультета МПГУ.

## Биография
Родилась 1 октября 1930 года в городе Харькове.
Поступила учиться на вечернее отделение Московского государственного педагогического института им. В. И. Ленина, одновременно работала московской школе № 29, обучение закончила в 1953 году.
С Московским государственным педагогическим институтом имени В. И. Ленина была связана вся жизнь Оксаны Юрьевны Богдановой. Здесь она училась, защитила свои диссертации и проработала почти вплоть до последних дней своей жизни.
В 1955—1958 годах училась в аспирантуре, в 1959 году защитила кандидатскую, а в 1980 году докторскую диссертацию «Развитие мышления старшеклассников в процессе изучения литературы».
В 1983—2004 годах — заведующая кафедрой методики преподавания литературы, а в 1988—1994 годах — декан филологического факультета МПГУ.
Умерла 8 ноября 2007 года в Москве.

## Научная деятельность
Специалист по методике преподавания литературы.
Кандидатская диссертация (1959) на тему «Методика работы по формированию навыков самостоятельного анализа образа-персонажа в старших классах средней школы», над которой работала в течение шести лет, её руководитель и наставник — академик Василий Васильевич Голубков, докторская диссертация (1980) по теме «Развитие мышления старшеклассников в процессе изучения литературы».
Являлась членом редколлегий журнала «Литература в школе» и научно-методического журнала «Русская словесность».
Автор свыше 150 научных работ, среди которых монографии, программы и учебники: «Развитие мышления старшеклассников на уроках литературы: методика преподавания литературы» (1979), «Формирование понятия „критического реализма“ в процессе изучения литературы в 8 кл.» (1980), «Экзамен по литературе: от выпускного — к вступительному» (1997), «Методика преподавания литературы» (1999), «Бунин в школе» (2003).
Участвовала в российских научных конференциях, была организатором Голубковских чтений.
Выезжала за рубеж, была в Польше, Болгарии, Германии, Чехии, Италии, где читала лекции и вела семинары.
Подготовила 30 докторов и кандидатов наук.
Член Академии педагогических и социальных наук.

## Труды
Ниже указаны первые издания трудов, в дальнейшем многократно переиздававшиеся.
Монографии:
- Развитие мышления старшеклассников на уроках литературы: Методика преподавания лит. Пособие к спецкурсу / О. Ю. Богданова. — Москва: МГПИ, 1979. — 74 с.
- Формирование понятия критического реализма в процессе изучения литературы в 8 классе: Пособие для учителя / О. Ю. Богданова. — Москва: Просвещение, 1980. — 96 с.
- Бунин в школе: Поуроч. планирование, материалы к урокам, вопр. и задания, анализ произведений: Кн. для учителя / О. Ю. Богданова. — Москва: Дрофа, 2003. — 300 с.

Коллективные работы:
- Экзамен по литературе: от выпускного-к вступительному / О. Ю. Богданова, Л. В. Овчинникова, Е. С. Романичева; Под ред. О. Ю. Богдановой. — Москва: Просвещение, 1997. — 158 с.
- Методика преподавания литературы: Учеб. для студентов вузов, обучающихся по пед. спец. / О. Ю. Богданова, С. А. Леонов, В. Ф. Чертов; Под ред. О. Ю. Богдановой. — Москва: Academia, 1999. — 397 с.

## Награды
Богданова Оксана Юрьевна награждена медалями К. Д. Ушинского, «Ветеран труда», «В память 850-летия Москвы», значками Отличник народного просвещения РСФСР, «Отличник просвещения СССР», «Отличник просвещения Узбекистана», Почётными грамотами и дипломами Министерства образования РФ, Учёного совета МПГУ, дипломами лауреата III степени (1988), лауреата I степени (1996, 1998) и II степени (2000) конкурса за лучшую научную работу МПГУ, благодарностями и Почётными грамотами органов народного образования Москвы, Бийска, Праги, Читы, Киева, Костромы и др.